# Широкопера акула
Широкопера акула (Lamiopsis) — рід акул родини сірі акули. Має 2 види. Розрізняються за розміром та за даними молекулярного аналізу.

## Опис
Загальна довжина представників цього роду коливається від 1,3 до 1,7 м. Голова середнього розміру. Морда подовжена. Очі відносно маленькі. Рот широкий. Зуб вузькі, дрібні. На верхній щелепі мають пильчасту крайку із зазублинами, також вони ширші за зуби нижньої щелепи. У них 5 пар зябрових щілин. Тулуб кремезний, обтічний. Грудні плавці дуже великі та широкі. Звідси походить назва цих акул. Мають 2 спинних плавця. Перший не набагато перевершує задній спинний плавець. Хвостовий плавець гетероцеркальний.
Забарвлення сіре з жовтуватим або коричневим відтінком. Черево має білий або брудно-білий колір.

## Спосіб життя
Тримаються на глибинах до 50-60 м, у прибережній зоні. Зустрічаються у каламутній воді, біля мулистого ґрунту. Часто полюють біля дна. Живиться костистими рибами та головоногими молюсками.
Це живородні акули.
М'ясо цих акул їстівне.

## Розповсюдження
Мешкають від узбережжя Пакистану до Малайського архіпелагу, у водах Індонезії біля о. Калімантан (Борнео), поблизу узбережжя південного Китаю.

## Види
- Lamiopsis temminckii J. P. Müller & Henle, 1839
- Lamiopsis tephrodes Fowler, 1905